# Природоохранная организация
Природоохранная организация может быть глобальной, региональной, национальной или местной. Могут быть учреждены государством или частными лицами.
Природоохранное движение базируется на том принципе, что естественная среда, как наследие, важнее рукотворных вещей, особенно в том, что касается культурного и интеллектуального развития индивидуума или группы.
Сохранение, воспроизводство, совершенствование натуральной среды — вот чем занимаются природоохранные организации. Особое внимание они проявляют к антропогенному воздействию на природу и индустриальному загрязнению, как и к загрязнению вообще. Также внимание природоохранных организаций привлекают сохранение естественного разнообразия, контроль затрат, переработка отходов, глобальное изменение климата, озоновые дыры и генная инженерия.